# It's Over (Jesse McCartney)
It's Over è un singolo di Jesse McCartney, pubblicato il 25 agosto 2008 come secondo estratto dall'album Departure.

## Video
Il video è stato girato nella settimana del 20 ottobre 2008 a Los Angeles in California. La video première di It's Over è stata annunciata per il 18 novembre su Myspace.

## Singolo Europa Tracklist

### CD1 (UK ONLY)
1. It's Over

### CD2 (Europa & UK)
1. It's Over
2. Think About It
3. It's Over (Bimbo Jones Remix)
4. It's Over (Video)

## Classifiche
Su iTunes, It's Over è la seconda canzone più scaricata dall'album Departure dopo Leavin'. Posizionata #12 nella Billboard Bubbling Under Hot 100 chart, #91 nella Billboard Pop 100, and #77 on the Billboard Hot Digital Songs chart, considerando solo i download.